# Pat Fry
Pat Fry (Shepperton, Surrey; 17 de marzo de 1964) es un ingeniero de Fórmula 1. Ocupó el cargo de director técnico de la Scuderia Ferrari.

## Inicios
Fry nació en Shepperton, Surrey, Reino Unido. Después de intentar varios cursos de ingeniería, se convirtió en un aprendiz en Thorn EMI en 1981. Mientras estaba en Thorn EMI, completó un curso de día libre en electrónica en el City of London Polytechnic. Se trasladó al programa de misiles de Thorn, antes de tomar la decisión de dejar la compañía en 1987 para comenzar una carrera en el automovilismo.

## Fórmula 1
Fry estaba interesado en la construcción de sistemas de suspensión para motocicletas, y en 1987, entró en Fórmula 1 con Benetton como miembro del departamento de investigación y desarrollo en Witney, Oxfordshire, que en aquel momento trabajaba en sistemas de suspensión activa. Pasó por el equipo de pruebas de la escudería y fue ingeniero de pista de Martin Brundle en 1992.
En 1993, su antiguo compañero en Benetton Giorgio Ascanelli convenció a Fry para que trabajara en McLaren. Inicialmente se encargó del sistema de suspensiones activas, pero cuando dicho elemento fue prohibido por la FIA antes de comenzar el 1994, Pat pasó a ser ingeniero del equipo de pruebas. Tras ser ingeniero de pista de Mika Häkkinen en 1995, regresó al equipo de pruebas en 1996. Al año siguiente renovó su contrato con la escudería británica y se convirtió en ingeniero de pista de David Coulthard para los siguientes 4 años. En 2001 cambió nuevamente de funciones, ya que se encargaría de la táctica de carrera de los dos monoplazas. En 2002 fue ascendido a ingeniero jefe, y fue el responsable del diseño de los McLaren MP4-20, MP4-22 y MP4-24. Todos ellos ganaron carreras. En mayo de 2010 se anunció su marcha de McLaren.
En julio de 2010, Fry se incorporó a Ferrari como subdirector técnico, siendo la mano derecha de Aldo Costa. Cuando Costa dejó su puesto en mayo de 2011, Pat se hizo cargo de sus responsabilidades, concretamente en el área del chasis. A partir de septiembre de 2013, James Allison se encarga del chasis y Fry pasa a ser director de ingeniería. En diciembre de 2014, tras una decepcionante temporada 2014, Ferrari anunció que Fry abandonaría el equipo.
En enero de 2016, se convirtió en consultor de Manor. En septiembre de 2018, regresó a McLaren como nuevo director de ingeniería, cargo que abandonó al año siguiente. En noviembre de 2019, Renault anunció su contratación para la próxima temporada.